# دوش‌کول
دوش‌کول، دوش، کول، موج یا کوهان (به زبان مازنی و گیلکی: دوش‌کول) نوعی کباب است که از برآمدگی پشت گردن و شانه‌های گاو و گاومیش تهیه می‌شود. این کباب به صورت ویژه در استان مازندران و استان گیلان تهیه می‌شود و از غذاهای آن منطقه محسوب می‌شود.

## گوشت کول
بر روی شانه‌ها و پشت گردن ورزا (گاو نر) یا گاومیش برآمدگی‌ای وجود دارد که در زبان گیلکی بدان دوش‌کول گفته می‌شود. این بخش از بدن گاو به ویژه در ورزاهای جوان از گوشت قرمز همراه با لایه‌های چربی تشکیل شده‌است.

## تهیهٔ کباب
برای تهیهٔ دوش‌کول از گوشت بیات استفاده می‌شود و غالباً گوشت تازه برای این کباب مناسب نیست. برش‌های گوشت در این کباب در قطعات متوسط انجام می‌شود و تقریباً با کباب چنجه هم‌اندازه است. گوشت خام باید به مدت بیست و چهار ساعت در پیاز رنده‌شده و فلفل سیاه خوابانده شود. غالباً گوشت دوش‌کول بر روی منقل زغالی کباب می‌شود و به دلیل چربی بسیار بالای آن که می‌تواند آتش زغال را خفه کند، باد زدن مستمر آن الزامی است.

## استیک دوش‌کول
علاوه بر کباب کردن، گاه از این گوشت برای تهیهٔ استیک هم استفاده می‌شود. برای این کار گوشت دوش‌کول ابتدا مزه‌دار شده و سپس روی تابهٔ چدنی گریل می‌شود.

## مخلفات
کباب یا استیک دوش‌کول معمولاً به همراه پلو و به ویژه برنج دودی سرو می‌شود. گاهی در کنار آن باقلای تر یا باقلای آب کرده مازندرانی، اشپل یا زیتون پرورده و پیاز نیز سرو می‌شود.